# マッハ!!!!!!!!
『マッハ!!!!!!!!』（タイ題: องค์บาก、英題: Ong Bak: Muay Thai Warrior）は、2003年製作のタイのアクション映画。原題の発音はオンバーク。日本公開の時のキャッチフレーズは「CGを使いません・ワイヤーを使いません・スタントマンを使いません・早回しを使いません・最強の格闘技ムエタイを使います」である。ビデオ発売時にタイトルは『マッハ!』に変更された。

## 概要
アクションの設定は1970年代から1980年代にかけて『Born to Fight』（次作『七人のマッハ!!!!!!!』の英題に使われた）や『アイ・ペット・ボー・コー・ソー』に代表されるアクション映画で活躍したパンナー・リッティクライによる。アクションで使われる格闘技がムエタイやラウェイを採用していることや、トゥクトゥクを用いた大胆なアクションシーンが目を引き、2003年の国内の興行成績1位を記録した。
2003年に行われたバンコク国際映画祭では、この「タイ独特の」アクションが受けて上映権を求め外国の配給会社が殺到した。なお、数ある国の中で一番多くの配給権料を払ったのは日本だと言われている。
映画は、日本人や欧米人などの「先進諸国」の人物がムエタイで倒され、逆に先進国の人物に賞賛を受けるシーンや、ミャンマー（ビルマ）のムエタイと呼ばれるラウェイの使い手が主人公のライバルとなっており最終的に倒されるというシーンが登場する愛国色の強い作品でもある。
なお、本映画はノー・CG、ノー・スタント、ノー・ワイヤーが謳われているが、これはトニー・ジャーのアクションパートのことを指している。映画前半の逃走シーンのジョージにはスタントが使われており、トゥクトゥク・アクションでは一部のシーンでワイヤーがトゥクトゥクに使用されている。これらはDVD版特典映像の「メイキング・オブ・『マッハ!』」にて確認できる。
映画中に使用されるムエタイの技術は実際のムエタイ、古式ムエタイに忠実に再現されており、ムエタイファンを唸らせるようなものが多い。これらは、カンフーアクションとは異なるムエタイ映画にしたいという制作陣の意向でもある。
公式パンフレットによると本作は80年代のジャッキー・チェン映画へのオマージュも込められており、『ドラゴンロード』『プロジェクトA』『五福星』などの名シーンを連想させるシーンが盛り込まれている。

## あらすじ
主人公のティンは、イーサーン地方の村の住人。村の守護神として大事にされてきた「オンバク」と呼ばれる仏像の頭部が盗まれてしまう。これを取り戻すために、ティンは村の代表としてバンコクへ向かい、同郷出身のジョージと協力してギャング達と闘う。

## キャスト
- ティン：トニー・ジャー（浪川大輔）
- ジョージ（ハム・レイ）：ペットターイ・ウォンカムラオ（後藤哲夫）
- ムエ：プマワーリー・ヨートカモン（英語版）（中村千絵）
- ンゲク：ルンラウィー・バリジンダークン（安藤麻吹）
- コム・タン：スチャオ・ポンウィライ（池田勝）
- ペン：チェータウット・ワチャラクン（堀内賢雄）
- ドン：ワンナキット・シリプット（山路和弘）
- サミン：チャタポン・パンタナアンクーン（三宅健太）

## 参考
- THAI FILMS 2004 - 2005 （ISBN 9749286596）
- Ong Bak (Special edition)・・・メイキング・ビデオ、VCD